# Маспакы
Маспа́кы (также Маспаакы, Маспаки) — река в Оленёкском районе Якутии, правый приток Малой Куонамки (бассейн Анабара). Длина реки — 198 км. Площадь водосборного бассейна — 2210 км².
Река берёт начало на юго-востоке Северо-Сибирской низменности, к востоку от Анабарского плато, на высоте более 149 м над уровнем моря. Течёт преимущественно на юго-запад по термокарстовой тундре и лесотундре с преобладанием лиственницы. Впадает в Малую Куонамку справа, на отметке 29 м над уровнем моря, в 79 км от её устья. Ширина перед устьем — 50 м при глубине 0,9 м; скорость течения в низовьях составляет 0,5 м/с. Населённые пункты на реке отсутствуют.
Основной приток — река Чуостах-Юрях длиной 31 км (правый).

## Данные водного реестра
По данным государственного водного реестра России и геоинформационной системы водохозяйственного районирования территории РФ, подготовленной Федеральным агентством водных ресурсов:
- Бассейновый округ — Ленский
- Речной бассейн — Анабар
- Речной подбассейн — нет
- Водохозяйственный участок — реки бассейна моря Лаптевых (включая реку Анабар) от восточной границы бассейна реки Тикян-Юрях на западе до границы бассейна реки Оленёк на востоке
- Код водного объекта — 18010000112117600040438